# Ivette Vergara
Ivette Vergara (née en 1972 à Santiago) est un ancien mannequin, journaliste et animatrice de télévision chilienne.

## Biographie
Ivette Vergara est la fille de l'ancien capitaine de l'armée Aquiles Vergara Muñoz, qui a été condamné pour homicide dans l'affaire dite de Puerto Aysén en 1973, pendant la dictature militaire. Passionnée de sport, en particulier de volley-ball, elle a joué pour l'équipe de l'Université San Sebastián. Vergara a épousé l'homme d'affaires Sergio Kozak en 1996. Après leur divorce, elle s'est mariée avec Solabarrieta en 2001.Ivette Vergara est mariée au commentateur sportif Fernando Solabarrieta avec qui elle a trois enfants.

## Télévision

### Télénovelas
| Année | Télénovela   | Personnage | Télédiffuseur |
| ----- | ------------ | ---------- | ------------- |
| 1993  | Marrón Glacé | Daisy      | Canal 13      |

### Programmes
| Année       | Programme                        | Rôle                                                      | Télédiffuseur |
| ----------- | -------------------------------- | --------------------------------------------------------- | ------------- |
| 199?        | TOP30                            | Présentatrice                                             | La Red        |
| 1995-1997   | Hugo                             | Présentatrice                                             | TVN           |
| 1999-2000   | Día a día                        | Présentatrice                                             | TVN           |
| 2006        | Sin prejuicios                   | Jury                                                      | TVN           |
| 2008-2010   | Gente como tú                    | Reporter                                                  | Chilevisión   |
| 2010        | Festival del Huaso de Olmué 2010 | Présentatrice (avec Leo Caprile)                          | Chilevisión   |
| 2010        | A/Z                              | Elle-même (Invitée)                                       | TVN           |
| 2010-2011   | Mujeres primero                  | Présentatrice                                             | La Red        |
| Depuis 2013 | Mucho gusto                      | Panéliste (Depuis 2013) Présentatrice remplacement (2014) | Mega          |
| 2014        | 3e Festival Viva Dichato         | Présentatrice (1re nuit) (avec Luis Jara)                 | Mega          |